# St. Kilian (Dürrnbuch)

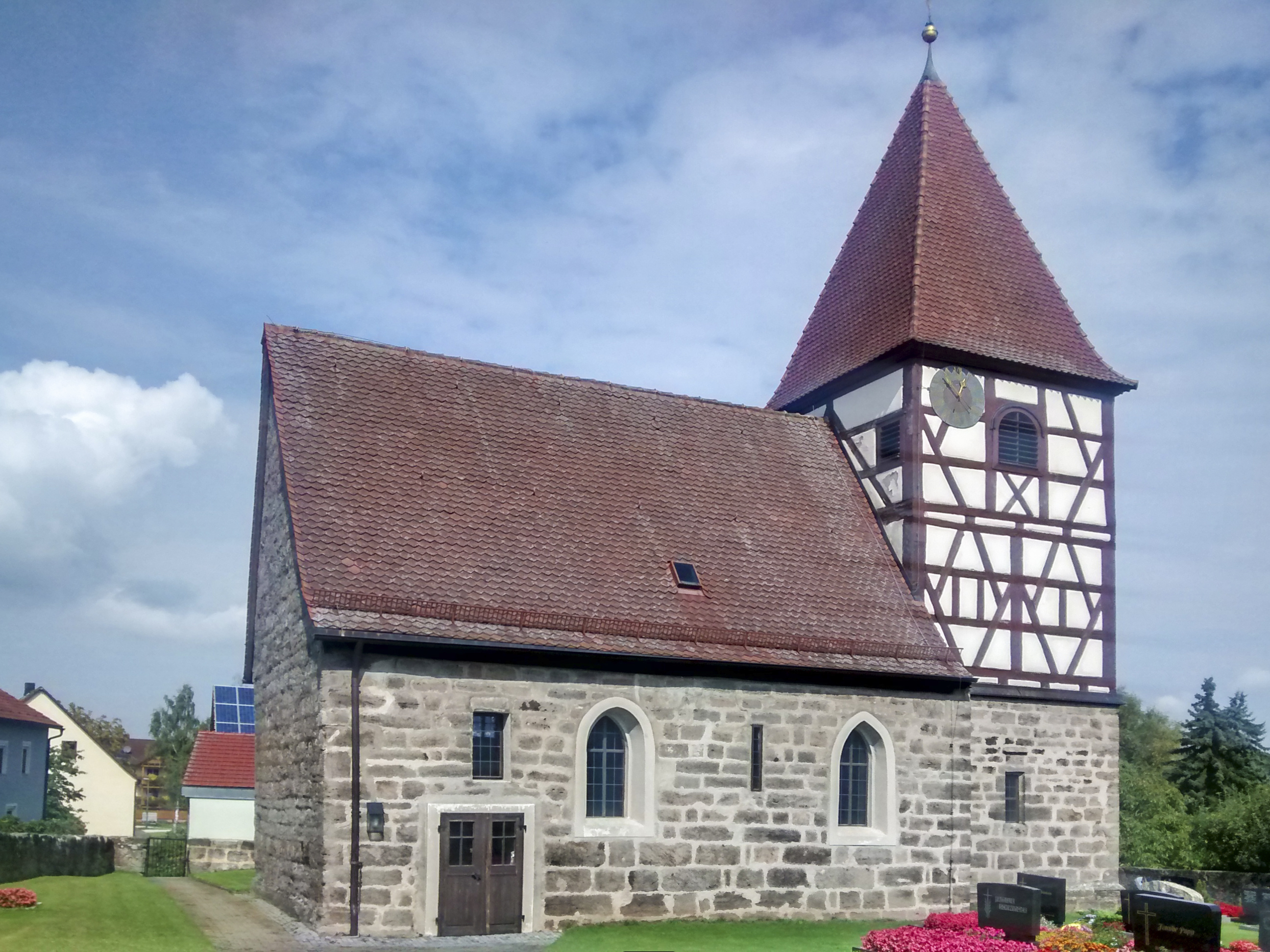
St. Kilian (Dürrnbuch)

Die evangelische Filialkirche St. Kilian ist ein denkmalgeschütztes Kirchengebäude in Dürrnbuch, einem Gemeindeteil des Marktes Emskirchen im Landkreis Neustadt an der Aisch-Bad Windsheim (Mittelfranken, Bayern). Das Bauwerk ist unter der Denkmalnummer D-5-75-121-38 als Baudenkmal in der Bayerischen Denkmalliste eingetragen. Die Kirchengemeinde gehört zur Pfarrei Emskirchen im Dekanat Neustadt an der Aisch im Kirchenkreis Nürnberg der Evangelisch-Lutherischen Kirche in Bayern.

## Geschichte und Architektur
Der im Kern noch romanische Chorturm wurde 1492 verändert. Das mit einem Satteldach bedeckte Langhaus ist innen mit einer Flachdecke überspannt, ebenso der eingezogene Chor, d. h. das Erdgeschoss des Chorturms. Die Saalkirche wurde im Dreißigjährigen Krieg niedergebrannt. Beim Wiederaufbau nach 1632 wurde der Chorturm um zwei Geschosse aus Holzfachwerk aufgestockt, das obere beherbergt die Turmuhr und den Glockenstuhl und ist mit einem Pyramidendach bedeckt. 
Im Langhaus wurden an den Längsseiten im 16. Jahrhundert Emporen eingebaut. Der Altar stammt aus dem dritten Viertel des 18. Jahrhunderts, das achteckige Taufbecken ist noch gotischen Ursprungs. 1764 wurde die 1696 gebaute Orgel der Kirche von Sammenheim abgekauft, sie wurde 1903 durch eine neue Orgel ersetzt.